# Basile Théodorokanos
Basile Théodorokanos, parfois Basile Théodorocane, (en grec : Βασίλειος Θεοδωροκάνος) est un général byzantin du XIe siècle.

## Biographie
Basile Théodorokanos appartient à la famille d'origine arménienne des Théodorokanos, qui a déjà donné à l'Empire quelques généraux importants depuis le Xe siècle. Il est d'ailleurs peut-être le fils du dénommé Théodorokanos qui sert sous Basile II (976-1025). Il apparaît dans les sources vers 1038, comme gouverneur de la Longobardie dans l'Italie byzantine, sous les ordres du général Georges Maniakès. Tout comme ce dernier, il est ensuite accusé de comploter contre l'empereur et jeté en prison pour en être libéré quelques années plus tard, peut-être sous le bref règne de Zoé Porphyrogénète en 1042.
Par la suite, il occupe principalement la fonction de catépan d'Italie, c'est-à-dire de gouverneur des possessions byzantines en Italie du sud, vers l'année 1043, au moment des premiers assauts des Normands. Il détient la dignité de patrice et a pour mission de parer à la rébellion de Maniakès, son ancien compagnon d'armes. Arrivé avec une flotte, il est aidé sur terre par Argyre, un chef lombard d'abord rétif à l'autorité byzantine puis qui s'est rallé à l'Empire. Néanmoins, ils échouent à empêcher le rebelle de gagner Otrante puis de traverser la mer Adriatique avant d'être battu et tué sur terre dans les environs de Thessalonique.
Plus tard dans l'année 1043, vers l'été, Basile Théodorokanos semble avoir été rappelé d'Italie. Il dirige la flotte qui s'oppose à l'attaque des Rus' qui ont lancé un raid contre Constantinople. Michel Attaleiatès met en avant son grand courage à cette occasion, puisqu'il le décrit comme « un combattant glorieux, célébré pour ses exploits sur terre » qui, cette fois, s'illustre sur mer. Toujours selon ce chroniqueur, à la tête de trois navires d'avant-garde équipés de feu grégeois, il aurait détruit sept navires adverses et s'en serait emparé d'un autre en menant l'abordage et en tuant nombre de marins ennemis. Par la suite, les Rus' doivent se replier par la terre et sont vaincus par un autre général byzantin, Katakalôn Kékauménos. Basile détient alors la dignité de magistre.